# فاغنر مانشيني
فاغنر مانشيني (بالبرتغالية: Vágner Mancini‏) هو لاعب كرة قدم ومدرب كرة قدم برازيلي في مركز الوسط، ولد في 24 أكتوبر 1966 في ريبيراو بريتو في البرازيل. لعب مع باوليستا وجمعية بورتوغيزا الرياضية وريد بول براغانتينو وغريميو بورتو أليغرينزي ونادي إيتوانو ونادي بونتي بريتا ونادي سبورت ريسيفه ونادي سيارا ونادي غواراني ونادي فيغورينسي ونادي كوريتيبا.

## وصلات خارجية
- فاغنر مانشيني على موقع قاعدة بيانات كرة القدم.إي يو (الإنجليزية)
- فاغنر مانشيني على موقع Soccerway.com (الإنجليزية)